# Grodzisko w Piekarach

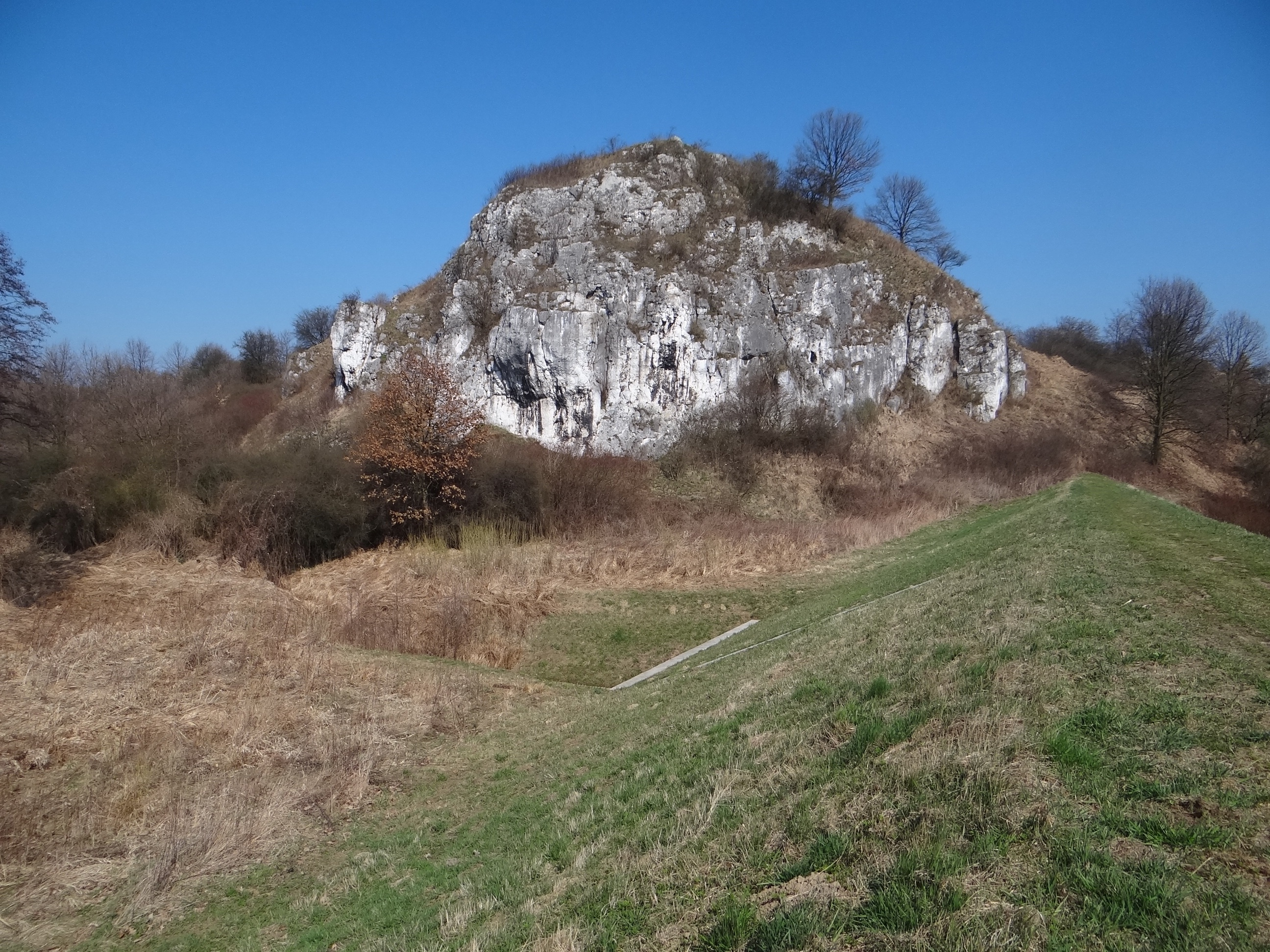
Kozierówka od strony Wisły

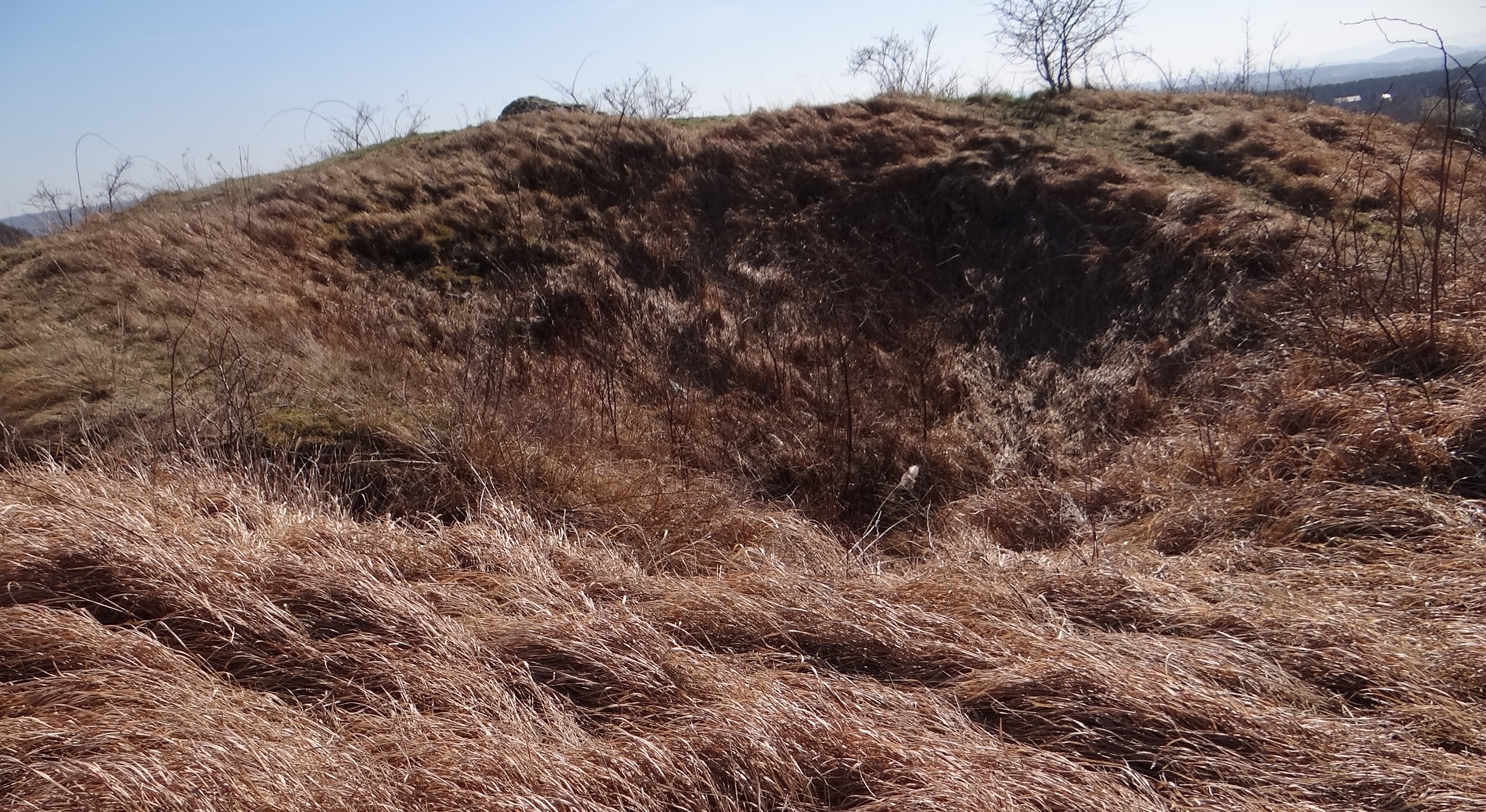
Koliste resztki fundamentów wieży

Grodzisko w Piekarach – pozostałości dawnego grodu na szczycie wzniesienia Kozierówka (zwanym też na Gołąbcu) we wsi Piekary w województwie małopolskim, w powiecie krakowskim, w gminie Liszki. Wzniesienie to znajduje się na Obniżeniu Cholerzyńskim w obrębie makroregionu Bramy Krakowskiej.
Kozierówka to jedna z trzech Skałek Piekarskich. Jest to zbudowane z wapieni wzniesienie opadające pionową ścianą do starorzecza Wisły pod Krakowem. Z pozostałych stron również ma bardzo strome stoki. Dodatkowo u ich podnóży wykopano suchą fosę oddzielającą główny majdan grodziska od podgrodzia. Z wydobytej z wykopu ziemi usypano wał otaczający podgrodzie. W 1939 roku prowadzono tutaj badania archeologiczne. Naukowcy stwierdzili, że w XIII wieku był tutaj gród obronny. W źródłach pisanych brak o nim wzmianki, naukowcy przypuszczają, że jego budowę rozpoczął w 1246 r. Konrad Mazowiecki, który chciał zdobyć Kraków.
Naukowcy wyróżniają trzy etapy rozbudowy grodu:
- W 1246 r. (początek kampanii Konrada Mazowieckiego) zaczęła się budowa grodziska. Dostępu do wzgórza broniły dwa rowy i dwa rzędy płotów.
- Później wykopano głęboki rów otaczający gród z trzech stron (z czwartej broniła go pionowa ściana). Miał on długość około 240 m i widoczny jest do dzisiaj. Wydobytą ziemię usypano nad rowem w formie wału. Obecnie ma on wysokość do 3 m. Na szczycie wzniesienia na murowanym z kamienia fundamencie wybudowano drewnianą wieżę obronną. Jako zaprawy murarskiej używano gliny. Drewniana wieża wkrótce jednak spłonęła.
- Trzecia faza to odbudowa spalonej wieży na przełomie XIII i XIV wieku. Z nieznanych przyczyn przerwano jednak odbudowę grodu i opuszczono go. Pozostałością tego etapu jest kolisty fundament otaczający zagłębienie tuż pod szczytem wzniesienia. Murowany był z kamieni spajanych zaprawą wapienną[1].

Fosa i wał są jeszcze w terenie dobrze widoczne, z budowli ostały się tylko resztki fundamentów murowanych z wapiennych kamieni. Widoczne pod szczytem koliste zagłębienie to w istocie płaski teren otoczony pozostałością tych fundamentów. 
Kozierówka zamieszkiwana była już w późnym paleolicie przez neandertalczyków. W jej wapiennym masywie znajduje się Jaskinia na Gołąbcu. Namulisko przekopał archeolog G. Ossowski w 1879 r. znajdując w nim bardzo bogatą kolekcję kości zwierząt oraz niewielką liczbę narzędzi krzemiennych. W archeologii stanowisko znane jest pod nazwą Piekary IV.